# 프러포즈 대작전
《프로포즈 대작전》(일본어: プロポーズ大作戦 프로포즈 다이사쿠센[*], Operation Love)은 일본의 텔레비전 드라마이다. 2007년 4월 16일부터 6월 25일까지 후지 TV에서 매주 월요일 21:00 - 21:54 방송된 연속 드라마이다. 주연은 야마시타 토모히사와 나가사와 마사미. 캐치프레이즈는 〈정말 싫어 좋아♥♥♥♥〉.
2008년 3월 25일 스페셜 드라마가 방송되었다.
또한 이 드라마의 한국판 리메이크가 2012년 2월부터 TV 조선에서, 중국판 리메이크판이 2017년 동방위시에서 제작되어 방송되었다.

## 개요
주연은 야마시타 토모히사와 나가사와 마사미의 공동 주연. 두 사람은 TBS 드라마 《드래곤 사쿠라》 이후 1년 9개월 만으로, 본작에서도 소꿉 친구를 연기하였다. 야마시타 토모히사는 2002년 후지 TV 드라마 《런치의 여왕》 이후 4년 9개월 만에 월9 출연으로, 두 사람 모두 후지 TV 연속드라마 첫 주연작이다.
후지 TV 월9 시간대에서는 《톱 캐스터》 이후 1년만의 오리지널 각본으로 승부한 이 작품은 타임슬립(시간 여행)이라는 판타지 요소와 사랑과 청춘, 코미디 요소가 적절하게 버무려져 마지막회가 20%를 넘기는 고 시청률을 기록했을 뿐만 아니라, 방영 종료 후에도 4000건에 달하는 전화와 3000여건의 메일이 쏟아지는 등 시청자들의 뜨거운 반응을 얻었던 작품이다. 본편에서는 시청자들의 기대와는 조금은 동떨어진 어중간한 장면으로 마무리되어, 시청자들의 아쉬움을 반영하여, 2008년 3월 25일 하와이 올로케로 스페셜판이 제작되어 방영되었다.
제53회 더 텔레비전 드라마 아카데미상(2007년 4월기)에서 최우수 작품상과 드라마 OST상을 수상하였다.
또한 "에리"(에이쿠라 나나)와 "히사시"(하마다 가쿠)를 주인공으로 설정한 《프로포즈 작은 작전(Eri My Love)》라는 스핀 오프 작품이 휴대폰 동영상 사이트를 서비스되었다.

## 줄거리
- 연속 드라마

이와세 켄(야마시타 토모히사)은 사랑에 서투르고, 정말 좋아했던 소꿉친구인 요시다 레이(나가사와 마사미)에 고백할 수 없는 채, 레이와 연인·타다(후지키 나오히토)의 결혼식에 참석하게 되어 버렸다. 자신과 레이가 비치고 있는 슬라이드 사진을 바라본 켄은 〈제대로 고백하고 했으면, 자신이 레이와 결혼할 수 있었을지도 모르는데…〉라고 격렬하게 후회한다. 거기에, 시간을 조종할 수 있다고 하는 요정(미카미 히로시)이 나타나 음식과 교환에, 과거에 보내달라고 신청한다. 그리고 켄은, 〈할렐루야 찬스〉라고 하는 말과 함께 과거에 타임 슬립. 레이와의 해피 엔드를 목표로 해 분투한다.
- 스페셜편

이야기는, 켄이 과거에 도움에 의해서 연결된 츠루미 히사시(하마다 가쿠)과 오쿠 에리(에이쿠라 나나)가 하와이에서 결혼식을 올리는 것으로부터 시작된다. 그러나 결혼식 직전에 에리가 일본에 귀국해 버린다. 교회에서 요정에 재회한 켄은 두 명을 돕기 위해, 다시 과거로 돌아와 분투한다.

## 등장 인물

### 주요 인물
- 이와세 켄 (야마시타 토모히사), 어린 시절 : 키타무라 케이토
  - 초등학교 5학년 때부터 야구를 시작해 그냥 어쩌다 보니 계속하고는 있으나 결코 체육계 쪽은 아니며 그렇다고 공부를 잘하거나 무슨 특기가 있는 것도 아닌, 평범한 남자. 중, 고교 시절에는 일단 야구부에는 소속되어 있으나 레귤러도 아니다. 초등학교 3학년 때 전학 온 레이를 알게 된다. 이후 대학까지 같은, 이른바 소꿉친구. 달변가인 레이에게 휘둘리는 일이 많아 ‘시끄럿’이라는 말밖에는 되받아치지 못하는 때도 비일비재하다. 처음 만났을 때부터 ‘남 참견 잘하는 여자네’하고 생각했었으나 역으로 그렇게까지 자기에게 비집고 들어오는 레이의 존재가 둘도 없는, 소중한 것임을 깨닫는 순간 그녀에 대한 사랑에 뒤늦게나마 깨닫는다. 그러면서도 둘만 있게 되면 바로 실랑이를 벌이게 되고 고집을 피워 한번도 솔직히 마음을 전하지 못한 채 레이의 결혼식 당일을 맞는다.

- 요시다 레이 (나가사와 마사미), 어린 시절 : 하시모토 쿠루미
  - 초, 중학교 때 배구부에 소속해 있었던 적도 있어 근성은 체육계 쪽에 가까우며 쉽게 감정이 뜨거워진다. 고교에서는 남자 야구부원들의 요청에 못 이겨 배구부를 단념하고 야구부 매니저로서 야구부의 활동을 돕는다. 쾌활발랄하며 생각난 건 바로 얘기해버려 남자애들이나 여자애들이 도움을 요청해 오는 일이 많다. 하지만 정작 사랑에 관해서는 켄과 마찬가지로 소심한 편. 초등학교에서 켄을 만나면서부터 줄곧 엷은 감정을 갖고는 있었으나 지기 싫어하는 성격에 괜시리 쑥스러워 ‘소꿉친구’라는 관계에서 벗어나지 못한다. 뿐만 아니라 켄의, 열 받게 하는 한마디나 어정쩡한 행동에 화를 내는 매일. 지기 싫어하고 강한 여성으로 보이는 경향이 있지만, 사실은 남들 배 이상으로 섬세하고 눈물 많다는 것을 자각하고 있다. 이런 일면을 처음으로 알아준 게 타다였다.

- 오쿠 에리 (에이쿠라 나나)
  - 레이의 제일 친한 친구. 고교 시절에는 ‘멋진 선배가 있었다’라는 이유만으로 레이와 함께 야구부의 매니저를 맡는다. 소심한 레이와는 대조적으로 보이는 그대로 연애면에서도 화려하다. 이 사람이야 싶은 미남은 단 한방에 반드시 쓰러뜨리는 강자. 요령 없는 레이를 때로는 안타깝게도 생각하고 때로는 사랑스럽다고도 생각해 어떻게든 돕고 싶어한다. 히사시의 적극적인 태도에 ‘이천년은 걸릴 거다!’하며 전혀 상대하지 않는다.

- 에노키도 미키오 (히라오카 유타)
  - 켄의 친구. 고교시절부터 켄과 히사시, 셋이서 줄곧 같이 어울려 다녔다. 야구부 부원. 외모는 머리 좋고 쿨해 보이는 타입이지만, 쓸데 없는 것에 열을 내는 타입. 감성도 날카롭고 여자에게 욕심 없는 것처럼 보이는 만큼 켄이나 히사시에 비해 인기가 있다. 여자 친구도 일찌감치 생겨 히로시에게는 스승으로 칭송 받는다. 켄이 타입슬립해 오고 있는 것을 제일 먼지 눈치채고 그의 한결 같은 마음에 이끌려 돕게 된다.

- 츠루미 히사시 (하마다 가쿠)
  - 고교시절부터 켄의 절친한 친구. 클럽활동도 같은 야구부로 반도 3년간 같았다. 요령 있으며 분위기 메이커로 도무지 가만히 있질 못한다. 마음에도 없는 말도 그냥 주저리주저리 내뱉는다. 켄에게 있어서는 아무 말하지 않고 가만히 있어도 제멋대로 얘기하고, 사람들 앞에 서는 것도 앞장서서 해주기 때문에 소중한 존재다. 야구부에서도 오로지 상대팀에 야유를 보내는 것과 분위기 띄우는 게 전문. ‘그림의 떡’인 동급생 오쿠 에리에게 과감하게 다가가려 하지만 주위로부터는 불가능하니까 관두라는 충고를 거듭 받고 있다. 오오하시 쿄센(일본의 사회자겸 평론가)과 카미오카 류타로(만담가 겸 탤런트)를 존경하고 있어 세미 리타이어(Semi-retire)를 꿈꾸고 있다.

- 타다 테츠야 (후지키 나오히토)
  - 켄과 레이의 친구들이 다니는 대학의 강사. 대학에서는 이공학부 소속. 진지하고 성실. 대학원생 때 교수의 추천도 있어 교직을 따기 위해 교생실습으로 간 켄과 레이의 고등학교에서 두 사람을 만난다. 처음에는 나긋나긋하지 않는, 퉁명스러운 듯한 태도가 학생들에게 좋지 않은 평가를 받는다. 물론 레이에게도 테츠야의 첫인상은 좋지 않았다. 타다에게 있어 레이는 마음이 순간순간 변하는 게 뻔히 보이는 활기차고 매력적인 아이. 사람들이 무의식적으로 만드는 마음의 벽을 간단히 뛰어넘는 천진난만함이 타다의 마음을 어느 샌가 움직이고 있었다. 강사와 과거 제자라는 것도 있어 사귈 거라면 제대로 프로포즈 해야지 마음 먹고 있었다.

- 요정 (미카미 히로시) ※특별출연
  - 교회에 사는 요정. 겉으로 보기에는 식에 참석한, 무늬만 친척 같은 차림새지만 ‘사랑’이라는 것에 휘둘리는 인간들에게 깊은 연민을 느껴 한심한 녀석만 보면 돕고 싶어지는, 약자를 동정하거나 역성 들어주는 면이 있다. 한심한 남자의 대표라고도 할 수 있는 켄을 추억의 사진으로 타입슬립 시켜주게 된다. 아우라를 발산하는 존재감과 요정이면서도 ‘옛날엔 많은 일이 있었지’하며 비통한 분위기를 풍긴다. 인생이나 사랑에 관한 깊은 지식을 얘기하고 싶어하지만, 켄과 같은 젊은이가 진지하게 들어줘도 그다지 도움이 될 것 같지 않다. 찬스를 살리지 못하는 켄을 ‘이놈의 바보!’라며 화를 내면서도 격려하며 틈만 나면 켄의 접시에 있는 음식을 몰래 훔쳐 먹는다.

### 릿슈 고등학교 관련 인물
- 이토 마츠켄 (마츠시게 유타카)
  - 켄과 레이가 다닌 고등학교 교사이자, 야구부 감독이였다. 현재는 도자기에 흥미를 느껴, 켄과 같은 학년의 학생으로 대학에 입학한다. 하지만 도예의 길보다 먼저 장사하는 것을 배우는 것이 좋다고 생각해, 경제학부에 들어간다.

- 네즈 시게토 (와타베 고타)
  - 켄의 고교 시절의 반 친구. 멜로 드라마식 동작이 특징으로, 소크라테스라는 별명을 가지고 있다.

### 요시다 가(家)
- 요시다 타카노리 (모리모토 레이)
  - 레이의 아버지.

- 요시다 레나 (미야자키 요시코)
  - 레이의 어머니.

### 기타 인물
- 니시오 보 (키쿠치 켄이치로)
  - 켄과 레이의 친구들이 모이는 햄버거 가게 점장.

- 미노리카와 준조 (야마자키 시게노리)
  - 레이의 결혼식 사회자.

- 마츠키 유코 (하라 후미나)
  - 미키오의 여자친구.

- 지오 게루구구 (트라오레 잇사)
  - 마라톤 주자. 타임슬립하고 있을 때도 켄이 가는 곳마다 모습을 나타낸다.

### 게스트
제1화
- 택시 운전사, 대학 직원(1인 2역) - 사카이 토시야 (제1화, 제5화, 최종화, 스페셜)
- 코시엔 예선 주심 - 토지 타카오 (제1화)
- 미시마 히로시 (타키야마고교 투수) - 스기우라 다이스케 (제1화)
- 결혼식 접수 - 미나미 요시히로, 타이라 치하루 (제1화, 최종화)

제3화
- 카메론 (교생) - 마츠모토 리오 (제3화)

제4화
- 나가세 미사 (켄에게 2번째 단추를 받은 후배) - 호시이 나나세 (제4화)

제5화
- 니오 쥰지 (배구부 학생, 엘리 남자친구) - 코바야시 카츠야 (제5화, 제6화)
- 요시다 후토시 (레이의 할아버지) - 나츠야기 이사오 (제5화, 제10화)

제6화
- 우체국 직원 - 히와타시 신지 (제6화)

제7화
- 호라치 (이토 테니스 동아리 동료) - 호란 치아키 (제7화)

제9화
- 야스다 계장 (건강 상사) - 오구라 히사히로 (제9화)
- 영화 감독 - 한카이 카즈아키(제9화)
- 빌딩 사장 - 시이나 타이조 (제9화)

제10화
- 햄버거 가게의 손님 - 안토니오 (제10화)

SP 드라마
- 단란주점의 남자 - 카노 에이코 (스페셜편)
- 시바타 사치코 (타다 선생님의 소꿉친구) - 콘노 마히루 (스페셜편)

### 제작진
- 각본 : 카네코 시게키
- 음악 : 요시카와 케이 (빅터 엔터테인먼트 / SPEEDSTAR RECORDS)
- 기술 프로듀스 : 하세가와 미와
- 프로듀스 : 타키야마 마도카, 미사오 레이코
- 연출 : 나리타 아키라, 카토 히로마사, 하츠야마 쿄오
- 기술 협력 : NAK 이미지 테크놀로지
- 저작권 : 후지 TV

## 음악
- 주제가 : 쿠와타 케이스케 〈내일은 맑을까〉
  - 드라마 엔딩롤에서 기타를 들고 직접 카메오 출연을 하였다. 또한 이 곡이 수록된 싱글 광고에서도 드라마 엔딩과 같은 영상이 사용되었다.
- 삽입곡 : 몽골800 〈작은 사랑의 노래〉
  - 제2화, 제8화, 제10화, 스페셜의 삽입곡으로, 남주인공 '이와세 켄'이 고교 시절에 좋아하는 아티스트의 노래로 등장한다.
  - 제2화에서 '이와세 켄'이 '요시다 레이'에게 빌려 준 장면에서 몽골800의 CD가 등장한다. 또한 햄버거 가게에서 켄의 생일 파티 장면과 타다 선생님이 학교에 방문, 칠판에 써있는 켄의 고백을 지워 버리는 장면에 연속해서 흐르며, 그 외에도 제8화와 제10화에도 계속해서 등장한다.

### 오리지널 사운드 트랙
수록곡
1. Rising Road~ (Main Theme)
2. ハニ-チ-ズ (Honey Cheese)
3. 夢追いランナ- (Yumeoi Runner / 꿈을 좇는 Runner)
4. Rainy Man
5. ささやかな願い (Sasayakana Negai / 자그마한 소망)
6. ハレルヤフラッシュ (Hallelujah Flash)
7. 彷徨う心 (Samayou Kokoro / 방황하는 마음)
8. それもまた靑春 (Soremo Mata Seishun / 그 역시 청춘)
9. Sugar
10. 希望 (Kibou / 희망)
11. ゴリ押しMy Way (Gorioshi My Way / 막무가내 My Way)
12. セピアの敎室 (Sepia No Kyoushitsu / 세피아색 교실)
13. エビフライ (Ebi Fry / 새우튀김)
14. ダ・ダ・ダブルチャンス！(D.D. Double Chance!)
15. 素直な氣持ち (Sunaona Kimochi / 솔직한 마음)
16. 戀の大作戰 (Koino Daisakusen / 사랑 대작전)
17. 雨あがり (Ameagari / 비 갠 후)
18. 明日晴れるかな (Ashita Harerukana / 내일은 맑을까) (Piano & Strings ver.)

### 부제목과 방영일, 시청률
| 각 화                                     | 방송일          | 부제(원어)                                | 부제(풀이)                                            | 연출          | 시청률 |
| ----------------------------------------- | --------------- | ----------------------------------------- | ----------------------------------------------------- | ------------- | ------ |
| 제1회                                     | 2007년 4월 16일 | 甲子園行けたら結婚できる!?                | 코시엔 갈 수 있으면 결혼할 수 있다!?                  | 나리타 아키라 | 19.3%  |
| 제2회                                     | 2007년 4월 23일 | コーヒー牛乳で結婚できる!?                | 커피 우유로 결혼할 수 있다!?                          | 나리타 아키라 | 17.1%  |
| 제3회                                     | 2007년 5월 30일 | 席がえしたら結婚できますか                | 자리 바꾸면 결혼 할 수 있습니까?                      | 나리타 아키라 | 13.4%  |
| 제4회                                     | 2007년 5월 7일  | 第2ボタンで結婚できますか                 | 두 번째 단추로 결혼 할 수 있습니까?                   | 카토 히로마사 | 16.4%  |
| 제5회                                     | 2007년 5월 14일 | 明日やろうは馬鹿野郎ですか                | 내일로 미루는 녀석은 바로 녀석입니까?                 | 카토 히로마사 | 16.9%  |
| 제6회                                     | 2007년 5월 21일 | 10代最終日何を卒業しますか                | 10대 마지막 날, 무엇을 졸업하겠습니까?                | 나리타 아키라 | 17.4%  |
| 제7회                                     | 2007년 5월 28일 | 恋と花火はいつ散りますか？                | 사랑과 불꽃은 언제 지나요?                            | 카토 히로마사 | 14.6%  |
| 제8회                                     | 2007년 6월 4일  | 年越しに流す涙は本物ですか                | 그믐날 흘리는 눈물은 진짜인가요?                      | 나리타 아키라 | 19.1%  |
| 제9회                                     | 2007년 6월 11일 | 最後の一瞬に何を賭けますか                | 마지막 순간에 무엇을 걸겠습니까?                      | 하츠야마 쿄요 | 18.1%  |
| 제10회                                    | 2007년 6월 18일 | ラスト・ハレルヤチャンス                  | 라스트 할렐루야 찬스                                  | 나리타 아키라 | 17.2%  |
| 최종회                                    | 2007년 6월 25일 | 涙の告白は奇跡を呼びますか                | 눈물의 고백은 기적을 부를까요?                        | 나리타 아키라 | 20.9%  |
| 스페셜                                    | 2008년 3월 25일 | 14年越しの恋に永遠を誓う瞬間は訪れますか? | 14년이 넘은 사랑의 영원을 맹세하는 순간은 찾아옵니까? | 나리타 아키라 | 18.4%  |
| 평균 시청률: 17.3%                        |                 |                                           |                                                       |               |        |
| (시청률은 간토 지방·비디오 리서치사 조사) |                 |                                           |                                                       |               |        |

- 최종화의 순간 최고 시청률은 26.0%.
- 후지 TV에서는 "재방송 대작전"으로 2007년 6월 15일부터 6월 25일까지 평일 저녁에 재방송되었다.
- 2007년 4월 연속 드라마중에서는 유일하게 평균 시청률 15%를 넘었고, 최종회는 20%를 넘는 고시청률을 기록했다.

## 관련 상품
- 《프로포즈 대작전 만약 그날로 돌아갈 경우》 (소설, 10화 이후는 오리지널)
- 프로포즈 대작전 DVD-BOX는 2007년 12월 7일 발매.
- 프로포즈 대작전 스페셜 DVD는 2008년 7월 25일 발매.

## 같이 보기
- 《프로포즈 대작전》 - 2012년 대한민국에서 리메이크한 드라마
- 《구혼대작전》 - 2017년 중화인민공화국에서 리메이크한 드라마